# Ballée
Ballée är en kommun i departementet Mayenne i regionen Pays de la Loire i nordvästra Frankrike. Kommunen ligger i kantonen Grez-en-Bouère som tillhör arrondissementet Château-Gontier. År 2018 hade Ballée 687 invånare.

## Befolkningsutveckling
Antalet invånare i kommunen Ballée
| Referens: INSEE |